# Икола, Хенна
Хенна Икола (фин. Henna Ikola; род. 26 апреля 1998, Хювинкяа, Финляндия) — финская сноубордистка, выступающая в слоупстайле и хафпайпе.
- Призёр этапов Кубка мира (всего - 1 подиум);
- Призёр FIS Race.

## Спортивная карьера

### Юниорские достижения
| Год  | Место проведения  | Возраст | Слоупстайл | Хафпайп |
| ---- | ----------------- | ------- | ---------- | ------- |
| 2012 | ЮЧМ Сьерра-Невада | U19     | 18         | 19      |
| 2013 | ЮЧМ Эрзурум       | U19     | 11         | 9       |
| 2014 | ЮЧМ Вальмаленко   | U19     | 4          | 11      |